# Aili Vahtrapuu
Aili Vahtrapuu (nascida a 26 de janeiro de 1950 – 11 de dezembro de 2024) foi uma escultora estoniana.
Em 1980 formou-se no Instituto Estatal de Arte da Estónia.
Ela foi membro da União de Artistas da Estónia.

## Exposições pessoais
- 1993 Palee D'Orsay, Paris, França
- 1996 Draakoni Galerii, Tallinn
- 1996 Roma, Itália
- 1998 Analoog. Linnagalerii, Tallinn
- 1999 (com Jaan Elken), Kotka, Finlândia
- 1999 Vee Ruum. Tallinn Kunstihoone Galerii, Tallinn
- 2000 Eesti Rooste. Rock al Mare Vabaõhumuuseum, Tallinn
- 2000 Vee Ruum 3. Narva Kunstimuuseum, Narva
- 2001 Friedrich Linnupüüdja. Linnagalerii, Tallinn
- 2001 Passage Nordique. (com Kristiina Kaasik), L'Harmattani Galerii, Paris, França
- 2001/2002 Friedrich Linnupüüdja. Narva Kunstimuuseum, Narva
- 2002 Vee loomise lugu. Raegalerii, Kuressaare

## Morte
Aili morreu no dia 11 de dezembro de 2024, aos 74 anos.